# Медвецька Агнеса Миколаївна
Агнеса Миколаївна Медве́цька (нар. 20 лютого 1964, Ужгород) — українська і угорська художниця; член групи «Святе мистецтво». Дочка художників Едіти та Миколи Медвецьких.

## Біографія
Народилася 20 лютого 1964 року в місті Ужгороді (нині Україна). 1983 року закінчила Ужгородську художню школу; у 1988 році — кафедру художньої кераміки Львівського інституту декоративного та прикладного мистецтва. Дипломна робота — декоративні вставки-панно для готелю «Супутник» (керівник Т. О. Янко).
Впродовж 1988—1991 років працювала викладачем середньої школи прикладного мистецтва в Ужгороді. З 1991 року живе в Угорщині.

## Творчість
Працює в галузі станкового живопису, графіки, декоративно-ужиткового мистецтва. Серед робіт:
- «Пошкодження» (1990);
- «Не кажіть нікому» (1992);
- «Магічний бал» (1992);
- «У день клоунів» (1993);
- «Закарпатський мотив» (1995);
- «Сукуленти» (1995);
- «Котеджі на березі озера Балатон» (1995).

Бере участь у художніх виставках з 1990 року. Персональні виставки відбулися у Ньїредьгазі у  1991 році, Будапешті у 1991 і 1996 роках, Кестгеї у 1994 році. 